# Jianlong Steel
Jianlong Steel  er en kinesisk stålproducent med hovedkvarter i Tangshan, Hebei. Virksomheden blev etableret i år 2000, som en videreførelse af aktiverne fra det konkursramte Zunhua Steel.
Tangshan Jianlong Steel er et datterselskab til Beijing Jianlong Group.